# Grevillea leptopoda
Grevillea leptopoda är en tvåhjärtbladig växtart som beskrevs av Mcgill.. Grevillea leptopoda ingår i släktet Grevillea och familjen Proteaceae. Inga underarter finns listade i Catalogue of Life.